# Tom Neale
Thomas Francis « Tom » Neale (2 novembre 1902 – 27 novembre 1977) est né à Wellington, en Nouvelle-Zélande. Il a passé une grande partie de sa vie dans les îles Cook, où il a exercé différents métiers. Exilé volontaire et solitaire pendant seize ans – en trois séjours – sur l’île d’Anchorage, dans l’atoll de Suwarrow, aux îles Cook, il a publié à partir de cette expérience une autobiographie qui l’a rendu célèbre.

## Les débuts
Tom Neale s’engage à 18 ans dans la marine néo-zélandaise comme apprenti mécanicien ; il résilie son contrat quatre ans plus tard pour visiter les îles à son rythme, c’est-à-dire en prenant le temps de vivre. Ses pérégrinations le mèneront à Manihiki, Papeete, Moorea, Puka Puka, Pago Pago, Apia. Mais une île le fascine plus que les autres, par sa beauté, son mode de vie, sa simplicité, la tolérance et la liberté qui y régnaient : il s’agit de Moorea. Il s’y installe quelque temps, convaincu que c’était « le lieu le plus proche du paradis », parce qu’à ses yeux : « Les Français qui avaient allié leur délicieux mode de vie à celui de la population, prenaient soin que Moorea ne fût point gâtée. » Il mène une vie simple, frugale ; il cueille des fruits, pêche, défriche des terrains, cultive le coprah.
En 1943, un ami lui propose de gérer un comptoir dans les îles Cook. Il accepte. Commence une nouvelle vie, qu’il trouvera vite monotone. C’est alors qu’une rencontre va décider de son avenir, de sa vie : il fait la connaissance de Robert Dean Frisbie, un Américain installé dans le Pacifique, auteur de plusieurs ouvrages concernant les îles des mers du Sud. Frisbie lui parle de Suwarrow avec une telle ardeur qu’il lui inocule définitivement le virus qui l’enfièvrera pour le restant de ses jours. Il n’aura désormais plus qu’une idée en tête : partir à Suwarrow.

## Séjours à Suwarrow : autobiographie
Robinson des mers du Sud, six ans sur une île déserte, c’est le titre d’un récit publié pour la première fois en 1966 (titre original : An Island to Oneself).
Le livre raconte les deux séjours de l’auteur à Suwarrow, du 7 octobre 1952 au 24 juin 1954, et du 23 avril 1960 au 27 décembre 1963. 
Suwarrow est un atoll des îles Cook constitué de plusieurs petits îlots, dont le plus grand, Anchorage, mesure 800 mètres de long et 300 de large. C’est là que l’auteur a vécu volontairement seul pendant plusieurs années. L’île habitée la plus proche est Manihiki, à 385 kilomètres ; Rarotonga étant à 950 kilomètres.
Tom Neale a toujours vécu hors des sentiers battus, en homme libre. Le ton est d’ailleurs donné dès la première phrase du livre : « J’avais cinquante ans quand je partis vivre seul à Suwarrow, après trente années de bourlingue à travers le Pacifique. » Ces quelques mots permettent de cerner le personnage, de donner la tendance. 
Une première opportunité va lui être donnée en 1945, lorsqu’une goélette chargée de la tournée des îles doit faire un détour pour ravitailler les « garde-côtes » (deux Néo-Zélandais et trois Polynésiens) basés à Suwarrow depuis le début de la guerre pour surveiller les mouvements aériens ou maritimes qui s’opèrent dans la région. Cette visite de deux jours sera un choc, esthétique et philosophique ; il décide qu’il lui faut revenir là pour y vivre – mais il devra encore patienter 7 ans.
En 1952, une nouvelle occasion se présente : il apprend qu’un bateau en partance pour Manihiki va passer à proximité de Suwarrow. Il réussit à convaincre le capitaine de dévier sa route. Il a alors deux semaines – et la somme de 49 livres en poche – pour préparer son voyage. Deux semaines pour penser à tout le nécessaire pour survivre sur une île déserte : farine, sucre, thé… pioche, bêche, marteau… vêtements, casseroles, lanterne… Il savait que sur l’île il trouverait des noix de coco, des bananes, des papayes, des fruits de l’arbre à pain, des poissons et des crustacés, ainsi que quelques poules.
Les garde-côtes étaient repartis depuis longtemps ; ils avaient laissé derrière eux une cabane à présent envahie par la végétation. Dès son arrivée il travaille d’arrache-pied pour tout remettre en état. D’une rare ingéniosité, il améliore jour après jour ses conditions de vie ; rien ne se perd, tout peut servir, être utile – voire précieux ; il ramasse tout ce que la mer rejette sur les plages. Il crée un jardin, élève des poules, construit un four…
Chaque journée de labeur se termine par le même rituel : il s’installe face à l’océan, un bol de thé à la main, pour contempler le coucher de soleil – cela suffit à son bonheur. 
Seul dans l’immensité du Pacifique, il doit faire face à un ouragan au cours duquel le déferlement des vagues atteint le cœur même de l’île – dont le point culminant n’est qu’à cinq mètres au-dessus du niveau de la mer. Le vent arrache et balaie tout dans un rugissement infernal. Agrippé au tronc d’un des cinq tamanus de l’île, il assiste humblement au déchaînement des éléments.
De temps à autre un voilier fait escale ; ces rares visites restent son seul lien avec la civilisation. Il les voit toujours arriver avec plaisir ; mais c’est aussi avec plaisir qu’il les voit repartir afin de pouvoir à nouveau jouir de sa solitude.
Tom Neale est un anticonformiste ; il relate une formidable aventure personnelle tout au long d’un livre passionnant, d’un bout à l’autre. Bien qu’ayant décidé de vivre en marge de la société, il ne prône rien, ni retour à la nature, ni simplicité volontaire, ni engagement écologique. Il vit en accord avec lui-même, selon sa conscience. Neale n’est pas un dogmatique, il ne se pose jamais en donneur de leçons, il n’est le théoricien ni le chantre d’aucun système philosophico-mystique. Sa conception de la vie se résume en quelques mots, qu’il exprime à sa manière, sobrement, presque incidemment : « J’ai choisi de vivre dans les îles du Pacifique parce que la vie s’y déroule à la cadence voulue par Dieu quand Celui-ci créa le soleil pour nous tenir chaud et les fruits pour être cueillis… » Et puis, quelques pages plus loin, il ajoute : « Je m’étais mis dans l’idée de ne dépendre que de moi. Mon existence était faite de simplicité. » 
Son autobiographie a été écrite avec l'aide de Noel Barber. La bonne vente du livre lui a permis de financer un important stock de provisions pour son troisième séjour à Suwarrow, qui a débuté en juin 1967. En 1977, malade, il rentre à Rarotonga à bord d’un yacht de passage. Il décède huit mois plus tard d’un cancer de l’estomac. Il est enterré dans le cimetière RSA de Rarotonga, en face de l'aéroport.
Tom Neale a eu deux enfants, Arthur et Stella, de Sarah Haua (née en 1924) qu’il a épousée le 15 juin 1956. 